# Затон (Дубровник)
42°41′ пн. ш. 18°02′ сх. д. / 42.69° пн. ш. 18.04° сх. д.
Затон (хорв. Zaton) — населений пункт у Хорватії, у Дубровницько-Неретванській жупанії у складі міста Дубровник.

## Населення
Населення за даними перепису 2011 року становило 985 осіб.
Динаміка чисельності населення поселення: